# Агустін Дестрібатс
Агустін Алєхандро Дестрібатс (ісп. Agustín Alejandro Destribats; нар. 30 жовтня 1997, Кордова) — аргентинський борець вільного стилю, триразовий бронзовий призер Панамериканських чемпіонатів, триразовий чемпіон Південної Америки, срібний призер Південноамериканських ігор, бронзовий призер Кубку світу, учасник Олімпійських ігор.

## Життєпис
Боротьбою почав займатися з 2007 року. Один із сусідів запропонував йому вступити до школи бойових мистецтв, де він міг займатися боротьбою, саватом та капоейрою. У 2014 році став чемпіоном Панамериканського чемпіонату серед кадетів з греко-римської боротьби. У 2016 році здобув чемпіонський титул на Панамериканському чемпіонаті з боротьби серед юніорів. Наступного року переміг на Панамериканському чемпіонаті серед юніорів як з вільної, так і з греко-римської боротьби. На дорослому рівні зосередився на змаганнях лише з вільної боротьби.
У 2019 році він отримав «Срібного кондора» як кращий спортсмен-аматор року в провінції Кордова в Аргентині.
У березні 2020 на Олімпійському кваліфікаційному турнірі в Оттаві став другим, що дозволило йому вибороти ліцензію на участь в літніх Олімпійських іграх 2020 року в Токіо. Напередодні Олімпійських ігор 2020 року тренувався в Махачкалі, Росія, де набагато кращі умови для зайнять боротьбою, ніж в Аргентині.
Виступає за спортивний клуб «Latina». Тренер — Леонардо Торрес (з 2007).

## Спортивні результати на міжнародних змаганнях

### Виступи на Олімпіадах
| Змагання                    | Збірна    | Вагова категорія          | Місце |
| --------------------------- | --------- | ------------------------- | ----- |
| Літні Олімпійські ігри 2020 | Аргентина | вільна боротьба, до 65 кг | 11    |

### Виступи на Чемпіонатах світу
| Змагання                        | Збірна    | Вагова категорія          | Місце |
| ------------------------------- | --------- | ------------------------- | ----- |
| Чемпіонат світу з боротьби 2022 | Аргентина | вільна боротьба, до 65 кг | 14    |
| Чемпіонат світу з боротьби 2023 | Аргентина | вільна боротьба, до 65 кг | 13    |

### Виступи на Панамериканських чемпіонатах
| Змагання                                   | Збірна    | Вагова категорія                 | Місце  |
| ------------------------------------------ | --------- | -------------------------------- | ------ |
| Панамериканський чемпіонат з боротьби 2015 | Аргентина | вільна боротьба, до 57 кг        | 7      |
| Панамериканський чемпіонат з боротьби 2016 | Аргентина | вільна боротьба, до 57 кг        | 5      |
| Панамериканський чемпіонат з боротьби 2016 | Аргентина | греко-римська боротьба, до 59 кг | 7      |
| Панамериканський чемпіонат з боротьби 2017 | Аргентина | вільна боротьба, до 61 кг        | 6      |
| Панамериканський чемпіонат з боротьби 2018 | Аргентина | вільна боротьба, до 65 кг        | 7      |
| Панамериканський чемпіонат з боротьби 2019 | Аргентина | вільна боротьба, до 65 кг        | Бронза |
| Панамериканський чемпіонат з боротьби 2020 | Аргентина | вільна боротьба, до 65 кг        | Бронза |
| Панамериканський чемпіонат з боротьби 2021 | Аргентина | вільна боротьба, до 65 кг        | 7      |
| Панамериканський чемпіонат з боротьби 2022 | Аргентина | вільна боротьба, до 65 кг        | Бронза |
| Панамериканський чемпіонат з боротьби 2023 | Аргентина | вільна боротьба, до 65 кг        | Бронза |

### Виступи на Панамериканських іграх
| Змагання                  | Збірна    | Вагова категорія          | Місце |
| ------------------------- | --------- | ------------------------- | ----- |
| Панамериканські ігри 2019 | Аргентина | вільна боротьба, до 65 кг | 5     |

### Виступи на Чемпіонатах Південної Америки
| Змагання                                    | Збірна    | Вагова категорія          | Місце  |
| ------------------------------------------- | --------- | ------------------------- | ------ |
| Чемпіонат Південної Америки з боротьби 2015 | Аргентина | вільна боротьба, до 57 кг | Золото |
| Чемпіонат Південної Америки з боротьби 2016 | Аргентина | вільна боротьба, до 61 кг | Золото |
| Чемпіонат Південної Америки з боротьби 2017 | Аргентина | вільна боротьба, до 61 кг | Золото |

### Виступи на Південноамериканських іграх
| Змагання                       | Збірна    | Вагова категорія          | Місце  |
| ------------------------------ | --------- | ------------------------- | ------ |
| Південноамериканські ігри 2018 | Аргентина | вільна боротьба, до 65 кг | Срібло |

### Виступи на Кубках світу
| Змагання                    | Збірна    | Вагова категорія          | Місце  |
| --------------------------- | --------- | ------------------------- | ------ |
| Кубок світу з боротьби 2020 | Аргентина | вільна боротьба, до 61 кг | Бронза |

### Виступи на інших змаганнях
| Змагання                                                     | Збірна    | Вагова категорія          | Місце  |
| ------------------------------------------------------------ | --------- | ------------------------- | ------ |
| Турнір Дана Колова — Николи Петрова 2016                     | Аргентина | вільна боротьба, до 57 кг | 12     |
| Турнір Яшара Догу 2016                                       | Аргентина | вільна боротьба, до 57 кг | 8      |
| Олімпійський кваліфікаційний турнір з боротьби 2016 (Фріско) | Аргентина | вільна боротьба, до 57 кг | 5      |
| Кубок Тахті 2017                                             | Аргентина | команда                   | 7      |
| Гран-прі Парижа з боротьби 2017                              | Аргентина | вільна боротьба, до 61 кг | 7      |
| Кубок Бразилії з боротьби 2017                               | Аргентина | вільна боротьба, до 65 кг | Срібло |
| Меморіал Іона Корнеану і Ладислава Сімона 2018               | Аргентина | вільна боротьба, до 65 кг | 5      |
| Henri Deglane Challenge 2019                                 | Аргентина | вільна боротьба, до 65 кг | Бронза |
| Турнір Дана Колова — Николи Петрова 2019                     | Аргентина | вільна боротьба, до 65 кг | 20     |
| Меморіал Маттео Пелліконе 2020                               | Аргентина | вільна боротьба, до 65 кг | 9      |
| Олімпійський кваліфікаційний турнір з боротьби 2020 (Оттава) | Аргентина | вільна боротьба, до 65 кг | Срібло |
| Гран-прі Москви з боротьби 2020                              | Аргентина | вільна боротьба, до 65 кг | 4      |
| Гран-прі Франції Анрі Деглана 2021                           | Аргентина | вільна боротьба, до 65 кг | 5      |
| Турнір Дана Колова — Николи Петрова 2021                     | Аргентина | вільна боротьба, до 65 кг | Золото |
| Турнір Зухає Сгає 2022                                       | Аргентина | вільна боротьба, до 65 кг | 4      |
| Меморіал Іона Корнеану і Ладислава Сімона 2022               | Аргентина | вільна боротьба, до 65 кг | Бронза |
| Гран-прі Франції Анрі Деглана 2023                           | Аргентина | вільна боротьба, до 65 кг | 7      |
| Відкритий турнір Загреба з боротьби 2023                     | Аргентина | вільна боротьба, до 65 кг | 10     |
| Турнір Ібрагіма Мустафи 2023                                 | Аргентина | вільна боротьба, до 65 кг | 9      |
| Турнір Дана Колова — Николи Петрова 2023                     | Аргентина | вільна боротьба, до 65 кг | Бронза |
| Турнір Каба Уулу Кодомкулу та Раатбека Санатбаєва 2023       | Аргентина | вільна боротьба, до 65 кг | 5      |
| Меморіал Поляка Імре та Варги Яноша 2023                     | Аргентина | вільна боротьба, до 65 кг | 19     |

### Виступи на змаганнях молодших вікових груп
| Змагання                                                 | Збірна    | Вагова категорія                 | Місце  |
| -------------------------------------------------------- | --------- | -------------------------------- | ------ |
| Панамериканський чемпіонат з боротьби серед кадетів 2013 | Аргентина | греко-римська боротьба, до 58 кг | 5      |
| Панамериканський чемпіонат з боротьби серед кадетів 2013 | Аргентина | вільна боротьба, до 58 кг        | 9      |
| Панамериканський чемпіонат з боротьби серед кадетів 2014 | Аргентина | греко-римська боротьба, до 58 кг | Золото |
| Панамериканський чемпіонат з боротьби серед кадетів 2014 | Аргентина | вільна боротьба, до 63 кг        | 9      |
| Чемпіонат світу з боротьби серед кадетів 2014            | Аргентина | греко-римська боротьба, до 58 кг | 26     |
| Літні юнацькі Олімпійські ігри 2014                      | Аргентина | греко-римська боротьба, до 58 кг | 4      |
| Панамериканський чемпіонат з боротьби серед юніорів 2016 | Аргентина | вільна боротьба, до 60 кг        | Золото |
| Чемпіонат світу з боротьби серед юніорів 2016            | Аргентина | вільна боротьба, до 60 кг        | 14     |
| Панамериканський чемпіонат з боротьби серед юніорів 2017 | Аргентина | греко-римська боротьба, до 60 кг | Золото |
| Панамериканський чемпіонат з боротьби серед юніорів 2017 | Аргентина | вільна боротьба, до 60 кг        | Золото |
| Чемпіонат світу з боротьби серед юніорів 2017            | Аргентина | вільна боротьба, до 60 кг        | 15     |
| Чемпіонат світу з боротьби серед молоді 2019             | Аргентина | вільна боротьба, до 65 кг        | 19     |